# ゴンペルツ関数
ゴンペルツ関数（ごんぺるつかんすう、英語: Gompertz function）とは、19世紀にベンジャミン・ゴンペルツが考案した死亡率に関する関数であり、成人後では死亡率が年齢の指数関数になることを表す。横軸に年齢、縦軸に死亡率の対数を取る（片対数グラフ）と、直線関係で表される。非対称なシグモイド型の関数。原型は1825年にゴンペルツが成人後の死亡率が年齢とともに指数関数的に増大することを表すモデルとして提案したものである。以後、この形は人間の死亡率のみならず、腫瘍の成長、個体群や細胞の増加、信頼性工学における故障発見過程など多様な現象の記述にも用いられる。

## 定義
ゴンペルツ関数には主に二つの文脈がある。ひとつは死亡率を記述する文脈であり、もうひとつは有限の上限に収束する成長曲線としての表現である。

### 死亡率版（ゴンペルツ則・ゴンペルツ–メイカム則）
成人後の死亡率は年齢に対して指数関数的に増加するという仮定の下で、年齢 {\displaystyle x} における危険率（瞬時の死亡率） {\displaystyle \mu (x)} は次のように表される：
{\displaystyle \mu (x)=A\exp(Bx)}
ここで {\displaystyle A,B>0} は定数である。この形を拡張して年齢非依存項を加えたものがゴンペルツ–メイカムの死亡率の法則であり、{\displaystyle \mu (x)=C+A\exp(Bx)} と書かれる。この法則は成人中年以降（おおよそ30歳から80歳程度）の人間の死亡率を精度良く表現することが知られている。

### 成長モデル版
有限の上限に向かって増加し、初期には急速に増加するが漸近的に成長が鈍るような現象を記述するには、次のような形式が用いられる：
{\displaystyle G(t)=K\exp \left(-b\exp(-ct)\right)}
ここで {\displaystyle K>0} は上限、{\displaystyle b>0} は位置調整、{\displaystyle c>0} は成長率に対応するパラメータである。この関数は時間 {\displaystyle t} が増加するにつれて {\displaystyle G(t)} が {\displaystyle K} に漸近し、初期成長率は高い一方で徐々に抑制される非対称なS字型を描く。

## 導出と性質
ゴンペルツ型成長の背後にある仮定の一つは、相対成長率が時間とともに指数関数的に減衰することである。すなわち、成長対象の大きさ {\displaystyle G(t)} に対する相対変化率 {\displaystyle r(t)={\frac {1}{G(t)}}{\frac {dG}{dt}}} が {\displaystyle r(t)=c\exp(-ct)} のように減衰すると仮定すると、上記の形式が導かれる。
この関数は非対称なシグモイドであり、変曲点は{\displaystyle t={\frac {1}{c}}\ln(b)} に存在し、そのときの値は{\displaystyle G(t_{\mathrm {inf} })=K\exp(-b/e)} である。変曲点付近の増加率が最大となる。

## 応用

### 人間の死亡率
ゴンペルツ–メイカム則は、年齢依存の死亡率成分と年齢非依存の成分を分離して記述する標準的なモデルであり、保険数理や人口動態学における生命表の補完・外挿などに用いられている。

### 腫瘍成長
初期においては指数関数的に増殖し、やがて増殖が鈍化して飽和へ向かう腫瘍のサイズ変化はゴンペルツ曲線で非常に良く近似されることが報告されており、1964年にLairdが実測した腫瘍成長に対してこのモデルを初めて適用した。さらに乳がんの成長に関しては、Nortonがゴンペルツ的成長モデルを用いて臨床データと整合することを示し、治療計画への応用の基盤を築いた。近年ではゴンペルツモデルが多様な生物の成長曲線（腫瘍を含む）に広く適用されることが再確認され、他の候補モデルとの比較や生命の起源に関する研究も進んでいる。

### 信頼度・ソフトウェアの成長
故障発見やバグ累積の過程も初期急速、後期鈍化という特徴を示すことが多く、ゴンペルツ型の成長曲線が信頼度成長のモデルとして採用されることがある。特に相対的な発見率が時間とともに指数関数的に減衰すると仮定した形が自然であり、従来の信頼度成長モデルと併せて比較される。

## 他の成長モデルとの比較
ロジスティック関数とゴンペルツ関数はどちらも飽和を持つS字型の成長曲線であるが、増加のメカニズムが異なる。ロジスティック関数では個体数に比例して相対成長率が線形的に低下するのに対し、ゴンペルツ関数では時間の経過とともに相対成長率が指数関数的に減少するため、左右非対称性が生じる。これにより、初期の増加と飽和への接近の形状が異なる。